# 묵호자
묵호자(墨胡子, ?~?)는 5세기 경 신라에 불교를 처음으로 전했다는 고승이다.

## 생애
국적은 불명이고 고구려로부터 왔다고 한다. 신라 눌지 마립간(재위 417-458) 때 고구려에서 일선군(一善郡) 모례(毛禮)의 집에 잠입하여 굴속에서 불교를 포교하다가 왕녀의 병을 고쳐 불교의 이적을 보여주고 사라졌다고 하나 아도(阿道)와의 동일인 여부가 불명하다.

## 참고 문헌
- 이 문서에는 다음커뮤니케이션(현 카카오)에서 GFDL 또는 CC-SA 라이선스로 배포한 글로벌 세계대백과사전의 내용을 기초로 작성된 글이 포함되어 있습니다.